# Hardy Åström
Hardy Åström (* 29. März 1951 in Skellefteå) ist ein ehemaliger schwedischer Eishockeytorwart, der in seiner aktiven Zeit von 1974 bis 1986 unter anderem für die New York Rangers und Colorado Rockies in der National Hockey League gespielt hat. 

## Karriere
Hardy Åström begann seine Karriere als Eishockeyspieler in seiner Heimatstadt beim Skellefteå AIK, für dessen Profimannschaft er von 1974 bis 1977 in der höchsten schwedischen Spielklasse aktiv war – zunächst in der Division 1 und ab der Saison 1975/76 in der neu gegründeten Elitserien. Anschließend unterschrieb er einen Vertrag als Free Agent bei den New York Rangers, für die er in der Saison 1977/78 sein Debüt in der National Hockey League gab. Bei seinen vier Einsätzen wies er dabei einen Gegentorschnitt von 3.50 pro Spiel auf. Die gesamte restliche Spielzeit verbrachte er bei dessen Farmteam New Haven Nighthawks in der American Hockey League. Die Saison 1978/79 verbrachte er bei seinem Heimatverein Skellefteå AIK in der Elitserien. 
Am 2. Juli 1979 wurde Åström von den New York Rangers im Tausch gegen Bill Lochead zu den Colorado Rockies transferiert, für die er in den folgenden beiden Jahren regelmäßig in der NHL zum Einsatz kam. In der Saison 1980/81 stand der Schwede zudem in insgesamt acht Spielen für die Fort Worth Texans in der Central Hockey League. In der CHL verbrachte er zudem die gesamte Saison 1981/82 bei den Oklahoma City Stars. Zur Saison 1982/83 kehrte er nach Schweden zurück, wo er zunächst bis zum Ende der Spielzeit für den Örebro HK in der mittlerweile zweitklassigen Division 1 aktiv war. Anschließend spielte er ein Jahr lang für den MoDo AIK in der Elitserien sowie zwei Spielzeiten lang für dessen Ligarivalen Södertälje SK. Mit Letzterem wurde er in der Saison 1984/85 Schwedischer Meister. In der folgenden Spielzeit wurde er mit der Mannschaft Vizemeister, woraufhin er seine Karriere im Alter von 35 Jahren beendete. 

### International
Für Schweden nahm Åström am Canada Cup 1976 sowie an den Weltmeisterschaften 1977 und 1978 teil. Bei der WM 1977 gewann er mit seiner Mannschaft die Silbermedaille.

## Erfolge und Auszeichnungen
- 1977 Silbermedaille bei der Weltmeisterschaft
- 1985 Schwedischer Meister mit dem Södertälje SK
- 1986 Schwedischer Vizemeister mit dem Södertälje SK